# لایسن اوتیاشه‌وا

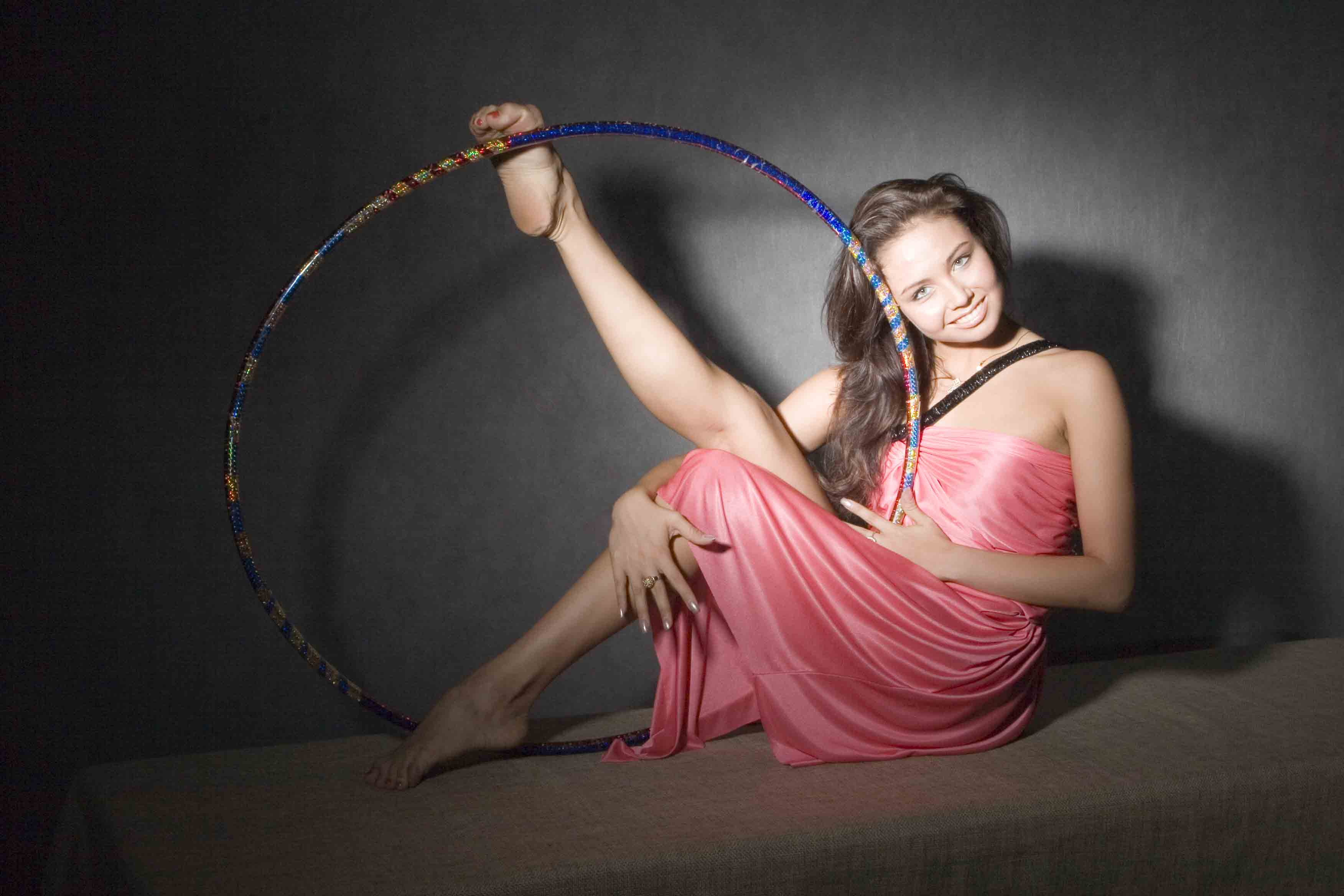

لایسن اوتیاشه‌وا (به انگلیسی: Laysan Utiasheva) ژیمناست زادهٔ ۲۸ ژوئن ۱۹۸۵ میلادی اهل کشور روسیه است.